# بیکسبورن
شبکه ملی نظرسنجیبیکسبورن
بیکسبورن (به انگلیسی: Bekesbourne) روستایی نزدیک کنتربری در کنت، واقع در جنوب شرقی انگلستان است.
این روستا تا کلیسای جامع شهر ۴٫۷ کیلومتر (۲٫۹ مایل) و کمتر از یک ساعت با ایستگاه راه‌آهن فاصله دارد.

## اهالی مشهور
- بیکسبورن زادگاه مایکل پاول کارگردان و استیون هلز شیمیدان و مخترع است.
- ایان فلمینگ، نویسنده کتابهای جیمز باند، در کاخی قدیمی در بیکسبورن زندگی می‌کرد.